# Pesca (ort)
Pesca är en ort i Colombia.   Den ligger i departementet Boyacá, i den centrala delen av landet, 150 km nordost om huvudstaden Bogotá. Pesca ligger 2 728 meter över havet och antalet invånare är 5 113.
Terrängen runt Pesca är huvudsakligen lite bergig. Pesca ligger nere i en dal. Runt Pesca är det ganska glesbefolkat, med 48 invånare per kvadratkilometer. Närmaste större samhälle är Aquitania, 18,3 km öster om Pesca. Trakten runt Pesca består i huvudsak av gräsmarker.